# Fotogramas en Corto
Fotogramas en Corto es un festival de cortometrajes organizado por la revista Fotogramas.
Se caracteriza por la posibilidad de que cualquier persona pueda presentar su cortometraje a concurso, aunque no todos los trabajos son exhibidos en la sala de proyección del festival, sino únicamente una selección (habitualmente de más de 100 títulos) llevada a cabo por un comité formado por profesionales del sector. Posteriormente un jurado escoge a los ganadores del primer y el segundo premio, dotados con 10.000 y 2.000 euros respectivamente.
Desde la creación del festival en 2005, se han presentado a concurso cortometrajes que han llegado a ser finalistas en los Premios Óscar (Éramos pocos, de Borja Cobeaga) y en los Premios Goya (Salvador (Historia de un milagro cotidiano), de Abdelatif Hwidar).
Jesús Ulled Nadal coordinó las ediciones del 2003 al 2006 y, en la actualidad, la responsabilidad es de Marcel Barrena.

## Palmarés
2013:
- Premio del Jurado
  - Primer premio: La colla, de Enric Ribes y Oriol Martínez.
  - Segundo premio: Mi miedo, Mía y un beso, de Claudia Cos y Jordi Frades.
- Premio del público: Clara, de Álvaro Carmona.

2008:
- Premio del Jurado
  - Primer premio: Paseo, de Arturo Ruiz Serrano.
  - Segundo premio: Traumalogía de Daniel Sánchez Arévalo.

2007:
- Premio del Jurado
  - Primer premio: Coming to Town, de Carles Torrens.
  - Segundo premio: For(r)est in the des(s)ert, de Luiso Berdejo.
- Premio del público: Huellas en la nieve, de Pedro Touceda.
- Premio Cameo: Cirugía, de Alberto González Vázquez.

2006:
- Premio del Jurado
  - Primer premio: Eramos pocos, de Borja Cobeaga.
- Premio del público: Choque, de Nacho Vigalondo.

2005:
- Premio del Jurado
  - Primer premio: Manolito Espinberg: Una vie de cinéma, de Luis Fco. Pérez y Miguel C. Rodríguez.
- Premio del público: Gua!Pa!, de Miquel Galofré Llorens.